# أمريكيون
الأميركيون أو الشعب الأمريكي، هم مواطني الولايات المتحدة الأمريكية. هذا البلد هو موطن لشعب من أصول وطنية مختلفة قدموا من جميع أنحاء العالم. ونتيجة لذلك، فإن الأميركيين لا تساوي بين جنسيتهم مع العرق، ولكن مع المواطنة. وبصرف النظر عن عدد سكان الأمريكيين الأصليين، هاجر ما يقرب جميع الأميركيين أو أسلافهم في غضون القرون الخمسة الماضية.
على الرغم من تكوينها المتعدد الأعراق، يشار إلى الثقافة المشتركة التي جرت وتجري بين معظم الأميركيين بالثقافة الأميركية السائدة، وهي الثقافة الغربية المستمدة إلى حد كبير من تقاليد المهاجرين في أوروبا الغربية. كما يتضمن تأثيرات ثقافة الأميركيين الأفارقة الذين قدموا من أفريقيا بالإضافة إلى اتصال وثيق مع ثقافة المكسيك. جلبت الهجرة على نطاق واسع في أواخر القرن التاسع عشر وأوائل القرن العشرين من جنوب وشرق أوروبا مجموعة متنوعة من الشعوب المهاجرة ولذلك تسمى الولايات المتحدة البوتقة المنصهرة.
بالإضافة إلى كل هذا يعيش ما يقارب الأربعة ملايين أمريكي خارج الولايات المتحدة حيث يعملون في دول أخرى.

## الجماعات العرقية والاثنية

### البيض والأمريكان ذوو الأصول الأوروبية
الناس المنحدرون من أصول أوروبية أو البيض يشكلون غالبية الشعب الذي يعيش في الولايات المتحدة، بنسبة 72.4٪ من السكان في تعداد 2010 للولايات المتحدة، نزولا من 89.5٪ (17.1٪ انخفاض في 60 عاماً) في تعداد عام 1950. إنهم أناس أسلافهم تعود إلى الشعوب الأصلية لأوروبا والشرق الأوسط، وشمال أفريقيا. البيض غير اللاتينيين هم الأغلبية في 46 ولاية، وأقلية في أربع ولايات هي كاليفورنيا وتكساس ونيو مكسيكو وهاواي حيث إن الناس الأغلبية هناك هم من اللاتين القادمين من المكسيك. ومقاطعة كولومبيا التي فيها تقع واشنطن العاصمة لا توجد فيها أغلبية من البيض.

### السود والأمريكان ذوو الأصول الأفريقية
هم مواطنون أمريكان ومقيمون من أصول أفريقية. ووفقاً لإحصاء سنة 2009 كانت نسبتهم 12.4 % من الشعب الأمريكي. معظم المواطنين السود منحدرون من الأفارقة الذين تم جلبهم للعمل كعبيد في أمريكا قبل الحرب الأهلية على الرغم من وجود آخرين منحدرين من المهجرين من أفريقيا ودول الكاريبي ودول وسط أمريكا وأمريكا الجنوبية.
تاريخ الأمريكان ذو الأصول الأفريقية يبدأ منذ بدء تاريخ الولايات المتحدة وحرب الاستقلال إلى انتخاب أول رئيس للولايات المتحدة من أصول أفريقية وهو الرئيس الأمريكي الرابع والأربعون باراك أوباما وخلال تلك الفترة الكبيرة كان هناك الكثير من الأحداث المهمة التي صنعت تاريخ الولايات المتحدة الأمريكية.

### الأمريكان ذوو الإصول الآسيوية
عدد كبير آخر من السكان هم السكان الأميركيون من أصول آسيوية، في إحصاء سنة 2010 شكلوا نسبة 5.6٪ من سكان الولايات المتحدة  ولاية كاليفورنيا هي موطن لـ5.6 مليون أميركي آسيوي، وهي الولاية التي يسكن فيها أكبر عدد في الولايات المتحدة؛ في هاواي، الأميركيون الآسيويون يشكلون أعلى نسبة من السكان حيث يشكلون نسبة (57٪) من سكان الولاية. الأميركيين الآسيويين يعيشون في جميع أنحاء البلاد، وبالخصوص المدن الكبيرة، وذات الكثافة السكانية الكبيرة مثل مدينة لوس أنجلوس، ونيو يورك ومنطقة العاصمة واشنطن، ومدينة سان فرانسيسكو بالإضافة إلى منطقة خليج سان فرانسيسكو.

## ديانة السكان
المعلومات في الجدول أدناه مأخوذة من التعداد السكاني للولايات المتحدة الأمريكية وقسم الديانة سنة 2008.
| الإسلام               | %2.1  |
| --------------------- | ----- |
| بروتستانت             | %49   |
| كاثوليك               | 26 %  |
| مسيحيون من طوائف أخرى | %9    |
| يهود                  | 1.1 % |
| ديانات أخرى           | %4.3  |
| بدون ديانة            | 19 %  |
| لاأدرية               | 2 %   |
| ملحدين                | %3.2  |

## الثقافة
الثقافة الأميركية تشمل التقاليد والمثل والعادات والمعتقدات والقيم والفنون والفولكلور والابتكارات المتقدمة محلياً والمستوردة عن طريق الاستعمار والهجرة من الجزر البريطانية على حد سواء. الأفكار السائدة والمثل العليا التي تطورت محلياً مثل الأعياد الوطنية الهامة، والرياضات التي تنفرد بها الولايات المتحدة الأمريكية، والتقاليد العسكرية التي تعبر عن فخر الشعب بالقوات المسلحة الأمريكية، والابتكارات في مجال الفنون والترفيه التي تعطي شعوراً قويا للفخر الوطني في صفوف الشعب ككل.